# باد توماس (لاعب كرة قاعدة)
باد توماس (بالإنجليزية: Bud Thomas)‏ هو لاعب كرة قاعدة أمريكي، ولد في 10 مارس 1929 في سيداليا في الولايات المتحدة، وتوفي في 15 أغسطس 2015.